# 打江精機
株式会社打江精機（うつえせいき、英: UTSUE SEIKI CO.,LTD. ）は、岐阜県高山市に本社を置く油圧機器を製造する企業。

## 概要
1951年（昭和26年）に創業、1960年（昭和35年）に有限会社となった。当初は各種機械の製造を行っていたが昭和40年代から始めた油圧機器の製造にバブル崩壊以降専門化を進めている。
高精度の油圧機器を幅広く製造し、国内外の油圧機器・建設機械・総合機械メーカーに納入している。環境に対する配慮と障害者雇用も積極的に行っている。
2001年11月には同社代表取締役社長の打江鉄夫がQCサークル経営者賞を受賞した。
2006年、商工中金、十六銀行、高山信用金庫により新工場建設のための10億円のシンジケートローンが組成された。
2008年3月3日、創業者の打江鉄夫が亡くなった。
高品質な産業用油圧機器を製造していることから、2008年、中小企業庁により「明日の日本を支える元気なモノ作り中小企業300社」に選出された。

## 障害者雇用
障害者雇用に積極的であり、昭和45年より知的障害者の受け入れを始めている。障害者の大半は寮生活を
しており、就業時以外のサポートも行っている。これを可能としているのは知的障害者施設「山ゆり学園」の協力によるところが大きい。全従業員に対して7.6%が障害者となっている。(2004年時点)

## 沿革
- 1951年（昭和26年） - 打江鉄工所創業。
- 1954年（昭和29年） - 高山市七日町に工場建設。
- 1958年（昭和33年） - 個人営業より有限会社打江鉄工所 会社設立。
- 1970年（昭和45年） - 高山市山田町工業団地に事務･厚生棟建設。知的障害者の受け入れを開始。
- 1972年（昭和47年） - 高山市山田町工業団地に新工場建設･移転。社名を有限会社 打江精機と改称。
- 1988年（昭和63年） - 高山市匠ヶ丘町工業団地に新工場建設､一部移転。
- 1989年（平成元年） - 匠ヶ丘工場への移転。
- 1993年（平成5年） - 有限会社を株式会社に組織変更。
- 2003年（平成15年） - ISO9001（2000年度版）認証取得。10月1日に打江鉄夫が会長に就任、打江信夫が社長に就任[8]。
- 2007年（平成19年） - エコステージ認証取得。
- 2013年（平成25年） - ISO14001 認証取得。

## 関連書籍
- 中小公庫マンスリー2004年12月号